# Colobus guereza
O colobo-guereza (Colobus guereza) é uma espécie de primata da família Cercopithecidae e do gênero biológico do Colobus.
Essa espécie é nativa em grande parte do centro oeste e leste da África, incluindo os países como Camarões, Guiné Equatorial, Nigéria, Etiópia, Quênia, Tanzânia, Uganda e Chade.

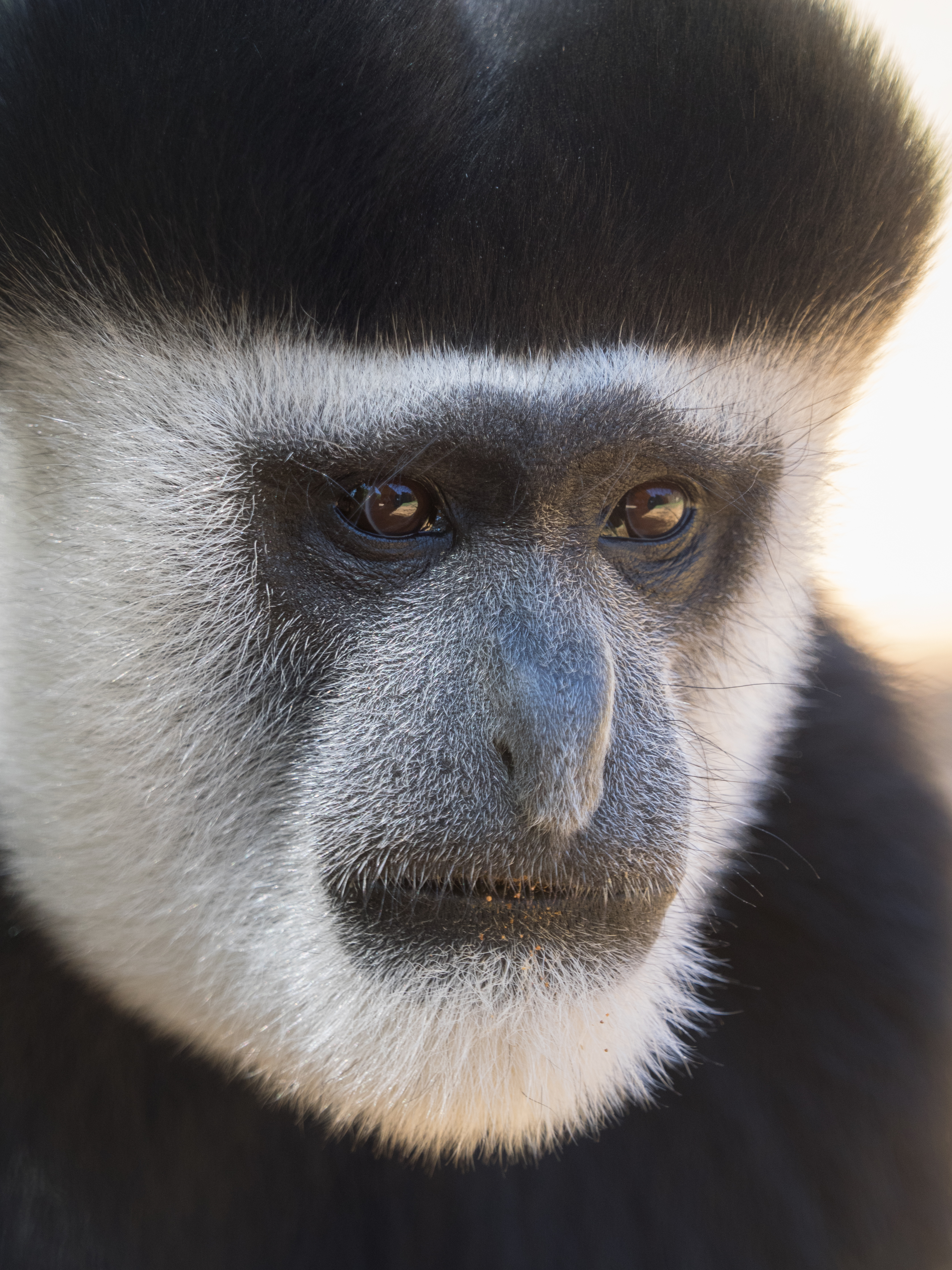
Imagem da espécie mostrando suas características faciais.